# VEB Arena
VEB Arena (tiếng Nga: ВЭБ-Арена), được gọi là Arena CSKA do các quy định tài trợ của UEFA, là một sân vận động đa năng ở Khodynka Field, Moskva, Nga, được hoàn thành vào năm 2016. Sân được sử dụng chủ yếu cho các trận đấu bóng đá và tổ chức các trận đấu trên sân nhà của P.F.K. CSKA Moskva và một số trận đấu của đội tuyển bóng đá quốc gia Nga.
Sân vận động nằm gần Khodynka Field trong Công viên Birch Grove.